# Park prirode
Park prirode je prostor prirodne ljepote u kojemu su ljudske aktivnosti dozvoljene, ali bez narušavanja sklada prirode.
Park prirode je definiran člankom 13. Zakona o zaštiti prirode Republike Hrvatske (NN 70/05), prostorno prirodno ili dijelom kultivirano područje kopna i/ili mora s ekološkim obilježjima međunarodne ili nacionalne važnosti, s naglašenim krajobraznim, odgojno-obrazovnim, kulturno-povijesnim i turističko-rekreacijskim vrijednostima.

## Poveznice
- Hrvatski nacionalni parkovi i parkovi prirode